# Ananias Shikongo

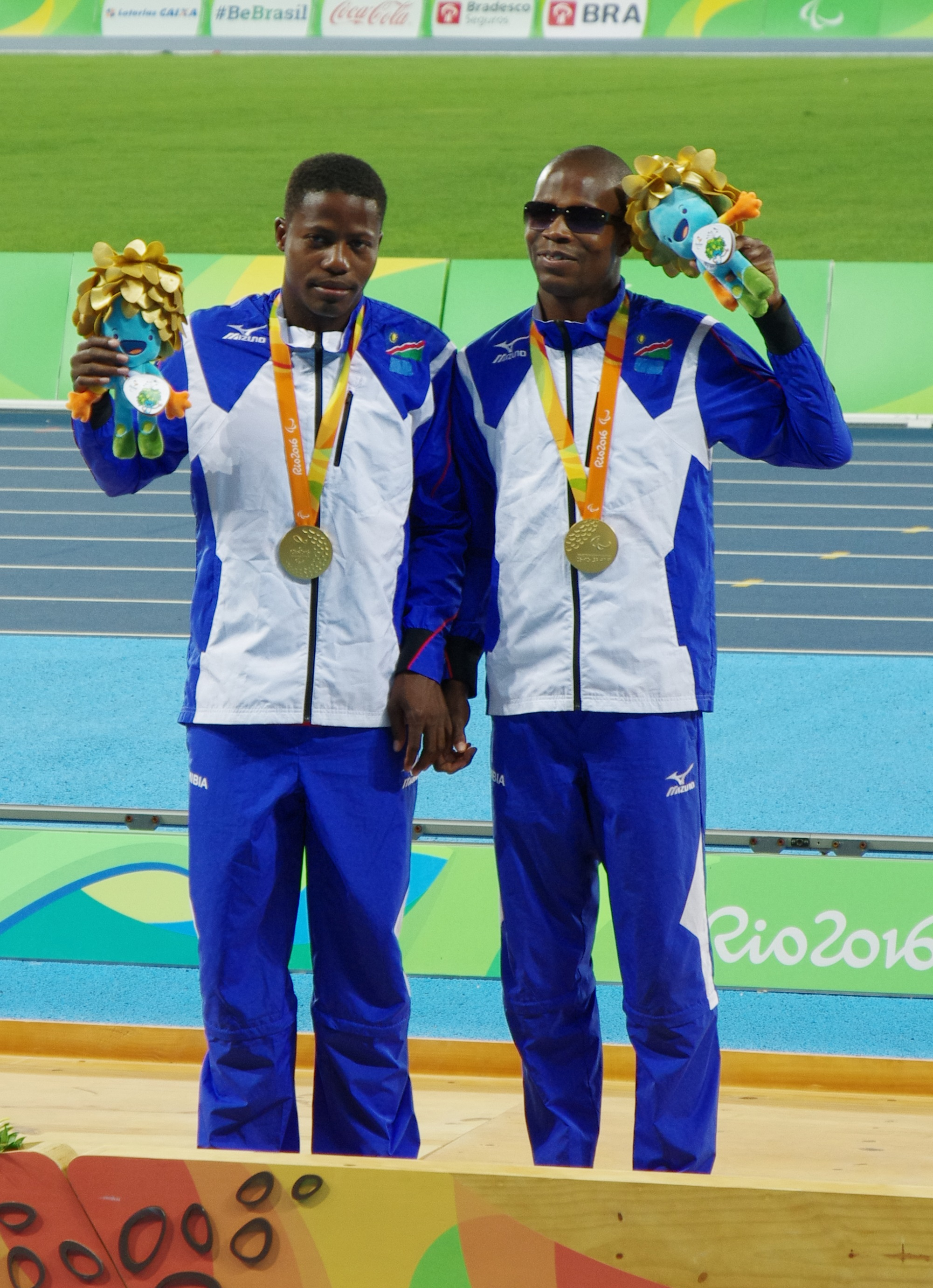
ananias shikongo

Ananias Shikongo (21 de julio de 1986) es un deportista namibio que compite en atletismo adaptado. Ganó cuatro medallas en los Juegos Paralímpicos de Verano, en los años 2016 y 2020.

## Palmarés internacional
| Juegos Paralímpicos | Juegos Paralímpicos     | Juegos Paralímpicos | Juegos Paralímpicos |
| Año                 | Lugar                   | Medalla             | Prueba              |
| ------------------- | ----------------------- | ------------------- | ------------------- |
| 2016                | Río de Janeiro (Brasil) | Medalla de oro      | 200 m T11           |
| 2016                | Río de Janeiro (Brasil) | Medalla de bronce   | 100 m T11           |
| 2016                | Río de Janeiro (Brasil) | Medalla de bronce   | 400 m T11           |
| 2020                | Tokio (Japón)           | Medalla de plata    | 400 m T11           |